# لا جرم
```
(لَا جَرَمَ) هي تعبير عربيّ مكوّن من كلمتين، 
لا
 و
جرم
، قال 
ابن عاشور
: 
وهي كَلِمَةُ جَزْمٍ وَيَقِينٍ جَرَتْ مَجْرَى 
الْمَثَلِ
،
[
1
]
 وهذا التعبير يستعمل في أمر يقطع عليه ولا يرتاب فيه.
[
2
]
 وَلِمَا فِيهَا مِنْ مَعْنَى التَّحْقِيقِ وَالتَّوْثِيقِ تُعَامَلُ مُعَامَلَةَ 
الْقسَمِ
 فَيَجِيءُ بَعْدَهَا مَا يَصْلُحُ لِجَوَابِ قَسَمٍ نَحْوَ: لَا جَرَمَ لَأَفْعَلَنَّ. قَالَهُ 
عَمْرو بن معديكرب
 
لِأَبِي بَكْرٍ
. قال ابن عاشور أيضا: وَأَحْسَبُ أَنَّ (جَرَمَ) مُشْتَقٌّ مِمَّا تُنُوسِيَ
[
3
]
```

## استعمالها
في هذه اللفظة خلاف طويل بين النحاة ويتلخص ذلك الخلاف فيما يلي:
- الأول: ما ذهب اليه الخليل وسيبويه وهو انها مركبة من لا النافية وجرم، بنيتا على تركيبهما تركيب خمسة عشر وصار معناهما معنى فعل وهو حق فعلى هذا يرتفع ما بعدهما بالفاعلية فقوله تعالى: «﴿لا جرم أن لهم النار﴾» أي حق وثبت كون النار لهم أو استقرارها لهم.
- الثاني: أنّ لا جرم بمنزلة لا رجل في كون لا نافية للجنس وجرم اسمها مبني على الفتح وهي واسمها في موضع رفع بالابتداء وما بعدهما خبر لا وصار معناها لا محالة ولا بد في أنهم في الآخرة أي في خسرانهم وهذا مذهب الفراء.
- الثالث: أن لا نافية لكلام متقدم تكلم به الكفرة فرد الله عليهم ذلك بقوله لا، كما ترد هذه قبل القسم في قوله «﴿لا أقسم﴾» ثم أتى بعدها بجملة فعلية وهي جرم أن لهم كذا وجرم: فعل ماض معناه كسب وفاعله مستتر يعود على فعلهم المدلول عليه بسياق الكلام وأن وما في حيزها في موضع المفعول به لأن جرم يتعدى إذا كان بمعنى كسب وعلى هذا فالوقف على لا ثم يبتدأ بجرم بخلاف ما تقدم.
- الرابع: ان معناها لا حدّ ولا منع ويكون جرم بمعنى القطع تقول: جرمت أي قطعت فيكون جرم اسم لا مبنيا معها على الفتح كما تقدم وخبرها أن وما في حيزها على حذف حرف الجر أي لا منع من خسرانهم.

## ضبطها
في هذه اللفظة لغات: لا جرم بكسر الجيم ولا جرم بضمها ولا جر بحذف الميم ولا ذا جرم ولا ذو جرم وغير ذلك،

## ورودها في القرآن
قال السيوطي في الإتقان: «وردت في القرآن في خمسة مواضع متلوة بأن واسمها ولم يجئ بعدها فعل واختلف فيها فقيل لا نافية لما تقدم وقيل زائدة».